# Griesstätt
Griesstätt ist eine am Inn gelegene Gemeinde im oberbayerischen Landkreis Rosenheim. Der Ort wurde erstmals in einer Urkunde des Herzogs Arnulf I. von Bayern aus dem Jahre 924, der sogenannten Rhini-Urkunde, erwähnt.

## Geografie

### Geografische Lage
Das Pfarrdorf Griesstätt liegt östlich des Inns rund 19 km nördlich von Rosenheim, 8 km südlich von Wasserburg am Inn, 22 km nordwestlich von Prien am Chiemsee, 26 km östlich von Ebersberg und 54 km von der Landeshauptstadt München entfernt.

### Gemeindegliederung

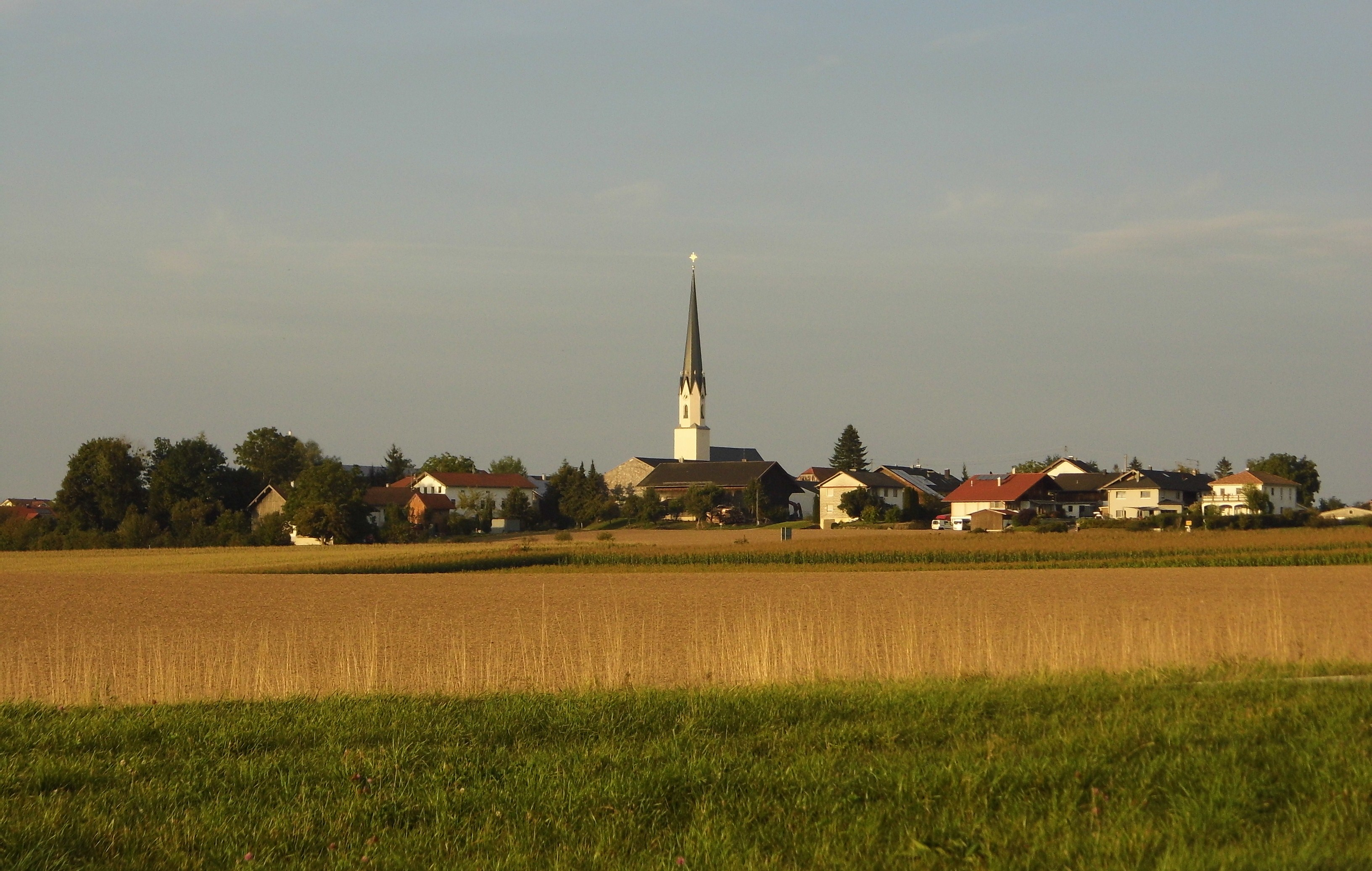
Griesstätt mit Kirche St. Johann Baptist von Südwesten

Es gibt 43 Gemeindeteile:
- Altenhohenau
- Au b. Altenhohenau
- Bach
- Baumurn
- Beichten
- Berg
- Bergham
- Edenberg
- Elend
- Eßbaum
- Esterer
- Feld
- Geiereck
- Goßmaning
- Griesstätt
- Grünbichel
- Haid
- Hochholz
- Holzhausen
- Kettenham
- Klosterfeld
- Kolbing
- Kornau
- Kreuth
- Laiming
- Leiten
- Lochen
- Moosham
- Obermühl
- Raming
- Röthenbach
- Schmiding
- Straß
- Streifl
- Untermühle
- Viehhausen
- Wabach
- Warnbach
- Wechselberg
- Weichselbaum
- Weitmoos
- Weng
- Wörlham

### Natur
Folgende Schutzgebiete berühren das Gemeindegebiet:
- Naturschutzgebiet Vogelfreistätte Innstausee bei Attel und Freiham (NSG-00163.01)
- Landschaftsschutzgebiet Schutz von Landschaftsteilen im Bereich der Griesstätter Brücke, Gemarkung Feldkirchen, Griesstätt, Holzhausen, Ramerberg (LSG-00006.01)
- Fauna-Flora-Habitat-Gebiet Murn, Murner Filz und Eiselfinger See (8039-371)
- Fauna-Flora-Habitat-Gebiet Innauen und Leitenwälder (7939-301)
- Vogelschutzgebiet (Vogelschutzrichtlinie der EU) NSG 'Vogelfreistaette Innstausee bei Attel und Freiham'  (7939-401)

## Geschichte
Der Ortsname Griesstätt wird erstmals im Jahr 924 in einer Urkunde des Herzogs Arnulf I. von Bayern erwähnt. Von 1667 bis zur Säkularisation im Jahre 1803 gehörte die Hofmark Griesstätt dem Kloster Altenhohenau. Griesstätt wurde 1818 im Zuge der Verwaltungsreformen in Bayern eine selbstständige politische Gemeinde. 1857 wurden die Orte Holzhausen und Kolbing mit 276 bzw. 246 Einwohnern eingemeindet. Bei der Gemeindegebietsreform 1978 wurde Griesstätt in die Verwaltungsgemeinschaft Rott am Inn eingegliedert. Seit dem 1. Januar 1986 ist die Gemeinde Griesstätt wieder völlig eigenständig.

### Einwohnerentwicklung
Zwischen 1988 und 2018 wuchs die Gemeinde von 1981 auf 2892 Einwohner um 911 Einwohner oder 46 %.

## Politik

### Bürgermeister
Erster Bürgermeister ist seit 2017 Robert Aßmus (SPD). Vorgänger war ab 2014 Stefan Pauker (Parteifreie Wähler Griesstätt). Dessen Vorgänger war Franz Meier (CSU).

### Gemeinderat
Es gibt 14 ehrenamtliche Gemeinderäte. Die Gemeinderatswahlen seit 2002 ergaben folgende Sitzverteilungen:
| Partei/Liste                  | 2020 | 2014 | 2008 | 2002 |
| Gemeinsam für unsere Gemeinde | 8    | –    | –    | –    |
| Bürger für Griesstätt         | 4    | –    | –    | –    |
| GRÜNE                         | 2    | –    | –    | –    |
| CSU                           | –    | 6    | 8    | 8    |
| SPD                           | –    | 2    | 2    | 1    |
| Parteifreie Wähler            | –    | 6    | –    | –    |
| Freie Wählergemeinschaft      | –    | –    | 4    | 5    |
| Sitze insgesamt               | 14   | 14   | 14   | 14   |

### Wappen
| Wappen der Gemeinde Griesstätt | Blasonierung: „Unter rotem Schildhaupt, darin ein mit einer schwarzen Leiste belegter silberner Balken, gespalten; vorne in Gold ein aus einer silbernen Krone wachsender, linksgewendeter, golden bewehrter schwarzer Adlerrumpf, hinten in Schwarz ein aufrechter silberner Schlüssel.“ |
| Wappen der Gemeinde Griesstätt | Wappenbegründung: Das Gemeindewappen vereint Elemente, die an drei wichtige Herrschaftsträger in der Geschichte des Gemeindegebiets erinnern. Der aus einer Königskrone wachsende Adlerrumpf in der vorderen Schildhälfte stammt aus dem Wappen der Schonstetter, die als Erben der ortsadligen Griesstätter schon im 13. Jahrhundert in Griesstätt begütert waren und als Hofmarksinhaber bis 1560 belegt sind. Der mit einer schwarzen Leiste belegte silberne Balken im Schildhaupt gibt das Stammwappen der Laiminger wieder, die schon um 1300 Güter um ihren Stammsitz Laiming an das benachbarte Kloster Altenhohenau übertrugen. Der Schlüssel, Attribut des heiligen Petrus, ist aus dem Wappen des in der Gemeinde gelegenen Dominikanerinnenklosters Altenhohenau übernommen, das Mitte des 14. Jahrhunderts die kleine Hofmark Laiming (Altenhohenau) erwerben konnte. 1667 kaufte das Kloster die ausgedehnte Hofmark Griesstätt mit Warnbach und war damit bis zur Säkularisation 1803 die wichtigste Grund- und Niedergerichtsherrschaft im Gebiet von Griesstätt. Dieses Wappen wird seit 1981 geführt und wurde 2023 vereinfacht, im Rahmen der nach wie vor gültigen Wappenbeschreibung. |

## Infrastruktur

### Öffentlicher Verkehr
- Busverkehr: Die Buslinie 435 verbindet Griesstätt mit Rosenheim, Wasserburg am Inn, Eiselfing, Schonstett und Vogtareuth.
- Der nächstgelegene Bahnhof ist der ca. 3 km Luftlinie entfernte Bahnhof in Rott am Inn an der Bahnstrecke Rosenheim–Mühldorf.

### Bildung
In Griesstätt gibt es einen Kindergarten und eine Grundschule. Die Hauptschule wurde nach Rott verlegt.

### Freizeit- und Sportanlagen
In Griesstätt gibt es drei Tennisplätze, zwei Fußballplätze und eine Stockbahn. Außerdem sind im Gemeindegebiet fünf Spielplätze.

## Vereine
Der hauptsächliche Sportverein in Griesstätt ist der DJK SV Griesstätt. Dieser wurde 1964 gegründet untergliedert sich in folgende Abteilungen:
- Fußball
- Tennis
- Stockschießen
- Gymnastik/Turnen
- Wintersport (Ski/Snowboard)
- Tischtennis

## „Lebensqualität durch Nähe“
„Lebensqualität durch Nähe“ ist ein Modellvorhaben, an dem zahlreiche Einwohner der Gemeinde teilnehmen. In dem Projekt werden verschiedene Themenbereiche besprochen und umgesetzt. Z. B. wurde die Umgestaltung des Kettenhammer Weihers im Jahre 2005 erfolgreich ausgeführt.

## Kultur und Sehenswürdigkeiten
Zu den Sehenswürdigkeiten zählen die Klosterkirche St. Peter und Paul in Altenhohenau und die zahlreichen Kapellen in und um Griesstätt. Auf dem Friedhof der Gemeinde befindet sich die letzte Ruhestätte des Swing-Trompeters Charly Tabor.

## Regelmäßige Veranstaltungen
Das Tubafest wird jährlich Ende Mai von der Griesstätter Blasmusik veranstaltet.
Der Trachtenverein Griesstätt lädt jedes Jahr am Ostersonntag zu seinem traditionellen Ostertanz ein. Zudem richtet er Mitte Juni ein Gartenfest aus. Das Trachtenfestjahr wird jährlich mit dem Kirchweihfest am dritten Sonntag im Oktober und dem darauffolgenden Montag beschlossen.

## Persönlichkeiten

### Söhne und Töchter der Gemeinde
- Alois Mitterwieser (1876–1943), Archivar und Historiker
- Josef Fortner (1893–1969), Veterinärmediziner und Hygieniker, geb. in Kreuth

### Mit der Gemeinde verbundene Persönlichkeiten
- Lisa Endriß (* 1947), bildende Künstlerin
- Günther Festerling (1935–2018), Reitmeister